# 欧亨尼娅·博斯科
欧亨尼娅·博斯科（西班牙語：Eugenia Bosco，1997年6月12日—），阿根廷女子帆船运动员。她曾搭档马特奥·马吉达拉尼代表阿根廷参加2024年夏季奥林匹克运动会帆船比赛，获得混合诺卡拉17级银牌。